# 因纽维克-图克托亚图克公路
因纽维克-图克托亚图克公路（Inuvik–Tuktoyaktuk Highway，ITH），正式名称为加拿大西北地区10号公路，连接加拿大西北地区的因纽维克和图克托亚图克的全天候道路。这是通往加拿大北冰洋海岸的第一条全天候公路。这条公路的构想已经被考虑了数十年，最终批准是在2013年，并于2014年开始施工，于2017年11月15日正式开放。

## 路线描述
这条公路起始于加拿大西北地区的因纽维克的登普斯特公路的终点，并向北延续138公里至图克托亚图克，这是一个位于北冰洋的沿海社区。公路包括八座桥梁，并且整个路段都是双车道的碎石道路。2017年4月29日，从因纽维克到图克托亚图克的冰路最后一次关闭。现在，这两个社区之间的所有车辆交通都是通过这条新的全天候道路。